# Проституция в Чехии
Проституция в Чехии, как и во многих других странах, остаётся актуальной темой обсуждения, исследований и регулирования.

## История
Проституция имеет долгую историю в Чехии. В средние века она была распространена и часто принималась государством в качестве источника дохода. С течением времени отношение к проституции менялось, и в начале XX века она была криминализована. Однако в 1990-х годах, после падения железного занавеса и перехода к демократии, Чехия пересмотрела свою политику в отношении проституции.

## Регулирование
На сегодняшний день проституция в Чехии не является незаконной. Однако она подвергается регулированию, так как организация борделей считается преступлением.